# Chavannaz
Chavannaz is een gemeente in het Franse departement Haute-Savoie (regio Auvergne-Rhône-Alpes) en telt 137 inwoners (1999). De plaats maakt deel uit van het arrondissement Saint-Julien-en-Genevois.

## Geografie
De oppervlakte van Chavannaz bedraagt 3,2 km², de bevolkingsdichtheid is 42,8 inwoners per km².
De onderstaande kaart toont de ligging van Chavannaz met de belangrijkste infrastructuur en aangrenzende gemeenten.

## Demografie
Onderstaande figuur toont het verloop van het inwonertal (bron: INSEE-tellingen).